# Вилависиоса де Одон
Вилависиоса де Одон (шп. Villaviciosa de Odón) град је у Шпанији у аутономној заједници Заједница Мадрид. Према процени из 2017. у граду је живело 27 276 становника.

## Становништво
Према процени, у граду је 2017. живело 27 276 становника.
| 1970. | 1981. | 1991.  | 2001.  | 2011.  | 2017.  |
| ----- | ----- | ------ | ------ | ------ | ------ |
| 2.978 | 6.023 | 13.030 | 22.564 | 26.655 | 27.276 |